# Browning Auto-5
De Browning Model Auto-5 is een semi-automatisch hagelgeweer. In 1898 ontworpen door John Browning. Hij kreeg in 1900 de patentrechten. Vanaf 1905 is het voor Noord-Amerika in licentie geproduceerd door Remington Arms.

## Geschiedenis
Rond 1900 schakelde de industrie van zwartkruit over op nitrokruit. De nieuwe nitrohagelpatronen gaven een probleem door het verschil in gasdruk. Browning wist dit uiteindelijk op te lossen met een terugslagbuffer waardoor de terugslagkracht gelijkelijk verdeeld werd.

## Productie
Het eerste type van de Auto-5 is vanaf 1903 tot 1939 geproduceerd door Fabrique Nationale de Herstal (FN) in Herstal (België). Het werd gemaakt in kaliber 12 met een patroonkamer van 70 mm. Het kaliber 16 werd geproduceerd voor de afwijkende patroonmaat van 65 mm. De looplengte varieerde van 66, 71, 76 tot 81 cm. Tijdens de Tweede Wereldoorlog heeft FN geen Auto-5 geweren geproduceerd.
Vanaf 1905 produceerde Remington Arms de Auto-5 in Noord-Amerika in licentie onder de naam Remington 11 Automatic. Dit Amerikaanse model had een kolf met pistoolgreep. Het is tot 1948 op de markt gebracht.
In de jaren 1940 tot 1942 heeft Remington 45.000 stuks gemaakt van een speciale serie met Browning-logo voor Noord-Amerika. Dit type werd geleverd in de kalibers 12, 16 en 20.

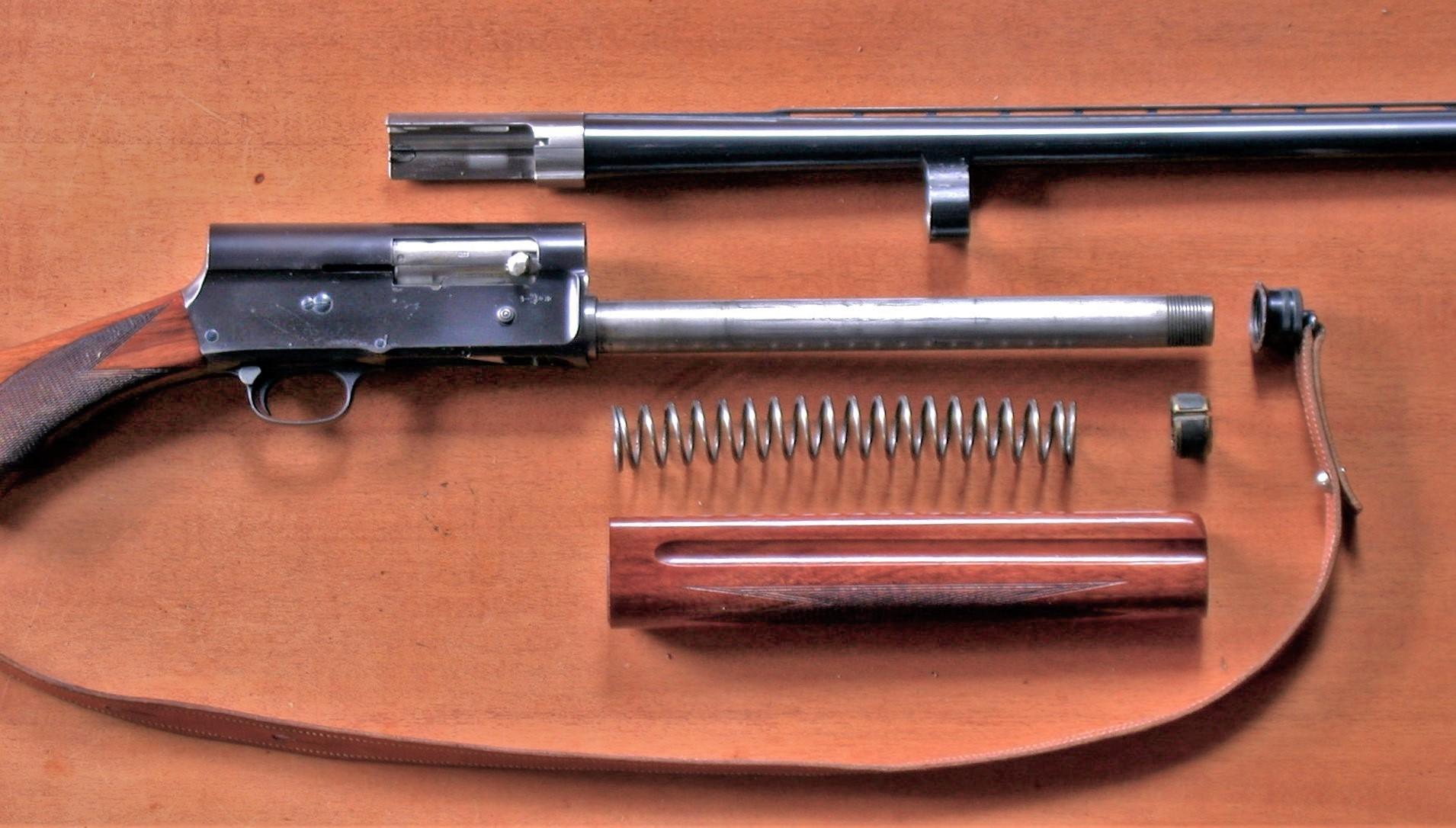
Browning Auto-5 gedemonteerd

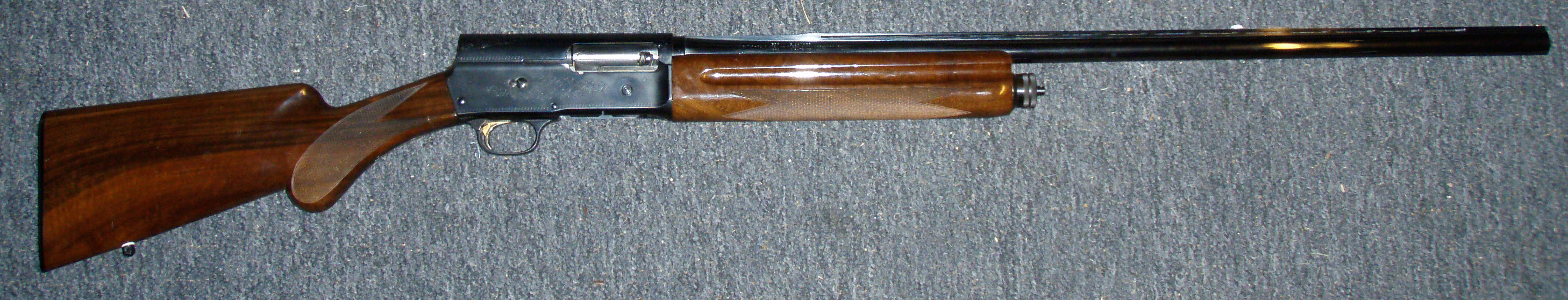
Browning Auto-5 20g Magnum (made in Japan)

In 1952 heeft FN de productie van de Browning Auto-5 hervat. Het kaliber was 12 of 16, de looplengtes varieerden van 66 tot 81 cm en hadden verschillende vaste chokematen. Op de kolfplaat stond Browning Automatic FN. Daarnaast maakte FN vanaf 1952 de Auto-5 Leightweight met een kaliber van 12, en vanaf 1958 met een kaliber van 20. In 1976 stopte FN met de productie. Bij FN in Herstal zijn van 1903 tot 1976 2,75 miljoen stuks Auto-5's in verschillende uitvoeringen geproduceerd.
Vanaf eind 1976 heeft FN de productie uitbesteed aan Miroku, een Japans bedrijf. Er zijn verschillende luxe versies op de markt gebracht. In 1987 is de Auto-5 kaliber 16 opnieuw geïntroduceerd onder de naam Sweet Sixteen. Als standaard serie is tot 2000 de Auto-5 Light, kaliber 12 en 20, looplengte 66, 71 of 76 cm, gewicht 2,9 tot 3,29 kg en Invector wisselchokes, geproduceerd. Daarnaast produceerde men de Auto-Magnum, kaliber 12 en 20, patroonlengte 76 mm, en de Auto-5 Stalker met zwarte kunststof kolf en matzwarte finish.
Vanaf 2001 wordt de Browning Auto-5 alleen nog in kaliber 20 en 20 magnum geleverd. 
De productie heeft sinds 2001 plaats bij Browning Custom Shop.